# Stafford Rangers FC
Stafford Rangers Football Club är en engelsk fotbollsklubb grundad 1876. Hemmaarenan heter Marston Road (Stafford) och den tar 4 000 åskådare. 2003 utnämndes Phil Robinson till spelande manager. Han har tidigare spelat Stoke City, Wolves och Hereford United. Under sin första säsong lyckades han ta laget till seger i Staffordshire Senior Cup.

## Meriter
- Southern League - Western: Mästare  2000
- Northern League:	1972, 1985
- FA Trophy: - Mästare 1972, 1979, runners-up 1976
- Staffordshire Senior Cup: 1955, 1957, 1963, 1972, 1978, 1987, 1992, 2003
- Bob Lord Trophy:	1986
- Midland Floodlit Cup:	1971
- Birmingham League:	1926
- Birmingham Combination:	1913

## Kända spelare
- Dennis Westcott